# Паперня (Поморське воєводство)
Паперня (пол. Papiernia) — село в Польщі, у гміні Ліпуш Косьцерського повіту Поморського воєводства.
У 1975—1998 роках село належало до Гданського воєводства.